# John A. McShane

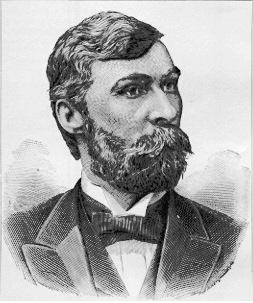
John A. McShane

John Albert McShane (* 25. August 1850 in New Lexington, Perry County, Ohio; † 10. November 1923 in Omaha, Nebraska) war ein US-amerikanischer Politiker (Demokratische Partei). Zwischen 1887 und 1889 vertrat er den ersten Wahlbezirk des Bundesstaates Nebraska im US-Repräsentantenhaus.

## Werdegang
John McShane besuchte die öffentlichen Schulen seiner Heimat. Im Jahr 1871 zog er in das Wyoming-Territorium und 1874 nach Omaha in Nebraska. An beiden Orten befasste er sich mit der Viehzucht. In Omaha wurde er auch Direktor der First National Bank of Omaha. Zwischen 1880 und 1882 war er Abgeordneter im Repräsentantenhaus von Nebraska, von 1882 bis 1886 gehörte er dem Staatssenat an.
Bei den Kongresswahlen des Jahres 1886 wurde er erster Kandidat seiner Partei überhaupt für den ersten Wahlbezirk von Nebraska in das US-Repräsentantenhaus gewählt. Dort löste er am 4. März 1887 Archibald J. Weaver ab. McShane absolvierte bis zum 3. März 1889 nur eine Legislaturperiode im Kongress. Nach dem Ende seiner Zeit in Washington kehrte er nach Omaha zurück, wo er wieder seinen privaten Geschäften nachging. Dort ist er am 10. November 1923 verstorben.